# Les Grands Prés

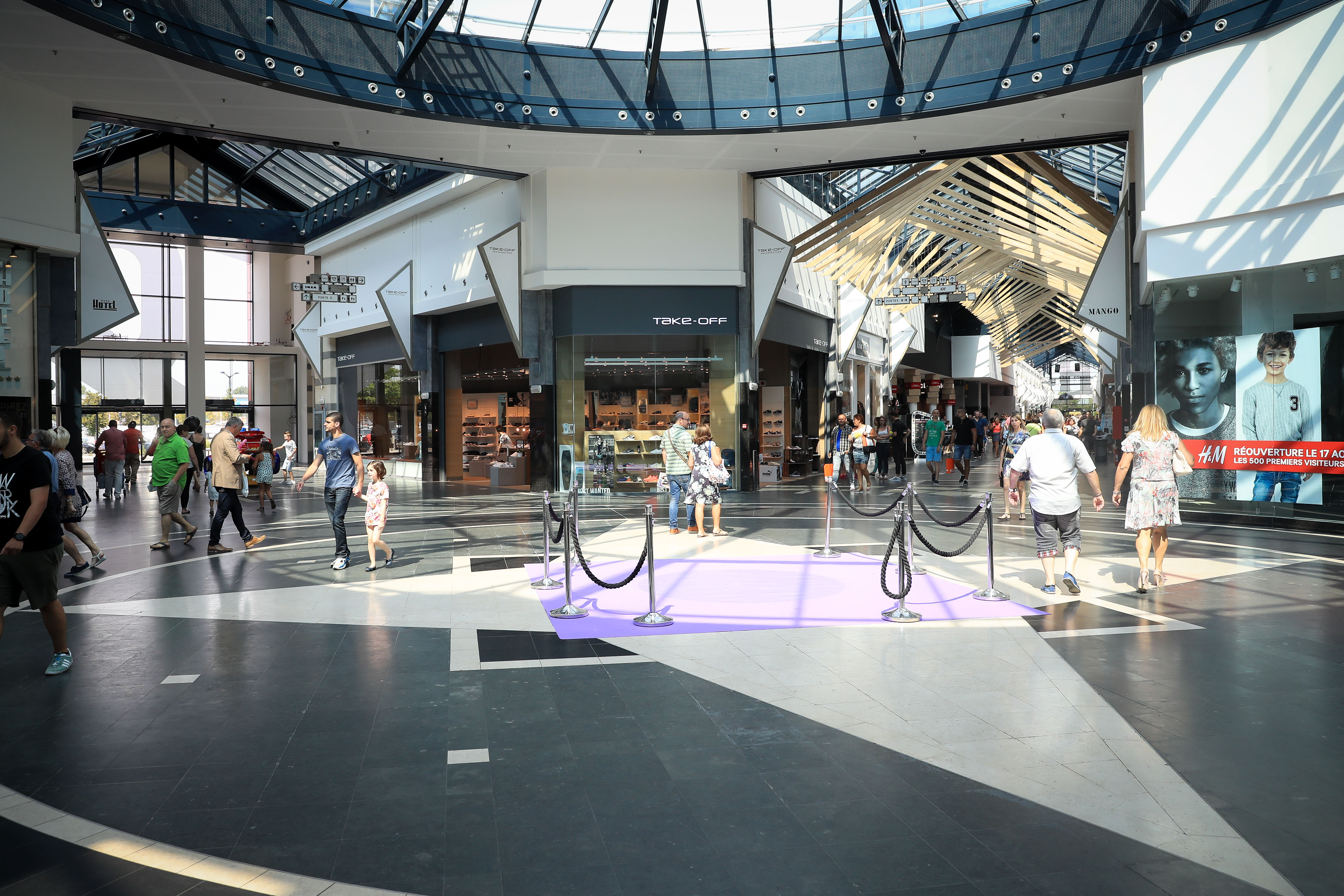
Winkelcentrum Les Grands Prés in Bergen

Les Grands Prés is een overdekt winkelcentrum in de Belgische stad Bergen. Het centrum werd geopend in 2003 en heeft een oppervlakte van 101.000 m².

## Geschiedenis
Het winkelcentrum is gelegen aan de rand van het historische centrum van Bergen, waar voordien niet meer was dan een grote weide. Oorspronkelijk was het plan om hier een universiteitscampus te bouwen, maar deze plannen veranderden in een uitbreiding van het stadscentrum met een groot winkelcentrum. Hoewel weinig mensen potentie zagen in het project naar een ontwerp van ISIS Group/Urban Art Workshop, werd het doorgezet en werd het winkelcentrum in 2003 geopend. Bij de opening was 100 % van de winkels verhuurd.
Het winkelcentrum werd grondig gerenoveerd en uitgebreid naar een ontwerp van DDS & Partners van 2014 tot 2016. Op 17 augustus 2016 werd de uitbreiding officieel geopend, waarmee de oppervlakte van het centrum meer dan verdubbelde van 45.000 m² naar 101.000 m² en het aantal winkels steeg van 70 naar 110. Een van de belangrijkste trekkers is een vestiging van IKEA van 34.000 m². Daarnaast is er een grote hypermarkt van Carrefour.
Het centrum is eigendom van Union Investment Real Estate AG.